# 木更津市営霊園
木更津市営霊園（きさらづしえいれいえん、Kisarazu City Cemetery Park）は、千葉県木更津市にある墓地である。所管は、木更津市環境部生活環境課。霊園全体を囲むように桜が植えられ、春には露店が並ぶ花見処として知られる。1958年（昭和33年）に開園。

## 概要
木更津市営霊園は、木更津市が管理・運営する唯一の公営霊園。1958年に開園し、1993年（平成5年）に増設している。
霊園内には、約4,400区画の墓地が造成されている。また、墓地区画には、一般的な普通墓地と、区画が芝生で覆われている芝生墓地がある。2010年（平成22年）以降、使用区画達成率が100％を超えており、新たな利用者募集は全て返還区画に限られる状況が続いている。
また、来園者の多い盆と彼岸の時期には、木更津駅から霊園までの臨時市営バスを運行している。

## 周辺
- 木更津ジャンクション
- 館山自動車道
- 木更津ゴルフクラブ

## アクセス
- JR内房線「木更津駅」より
  - 高倉行バスで「鎌足中郷」下車 霊園正門まで徒歩約15分
  - タクシーで約20分
- 館山自動車道「木更津南IC」より車で約15分